# Tatiana Proskouriakoff
Tat'yana Avenirovna Proskuriakova (em russo:  Татья́на Авени́ровна Проскуряко́ва) (Tomsk, 23 de janeiro de 1909  – Cambridge, Massachusetts, 30 de agosto de 1985), foi uma acadêmica e arqueóloga maia russo-americana que contribuiu significativamente para a decifração dos hieróglifos maias, o sistema de escrita da civilização maia na Era pré-colombiana da Mesoamérica.
Nascida em Tomsk, Proskuriakova mudou-se para os Estados Unidos com os pais em 1916. Em 1924, ela aceitou a cidadania americana. Ela se formou na Faculdade de Arquitetura da Pensilvânia (1930). Em 1936-1937, participou de duas temporadas de uma expedição arqueológica em Piedras Negras (Guatemala). Em 1939, fez viagens científicas a Copán e Chichen Itza. De 1940 a 1958, foi funcionária do Carnegie Institute e desenvolveu métodos de datação de antigos monumentos maias com base nas peculiaridades do estilo das belas artes. De 1950 a 1955, trabalhou nas escavações de Mayapan. Em 1958, Proskouriakoff mudou-se para o Museu Peabody de Arqueologia e Etnologia, da  Universidade de Harvard, onde trabalhou até se aposentar em 1977. Em seus últimos anos de vida, sofreu da doença de Alzheimer.
A contribuição científica mais significativa de Tatiana Proskouriakoff é considerada a aplicação consistente do método estrutural às inscrições maias do período clássico, pelo que ela provou que eventos históricos foram registrados nos monumentos. Publicações sobre a aplicação de novos métodos vêm sendo publicadas desde 1960. Em 1967, ela escreveu o prefácio da tradução para o inglês da monografia de Yuri Knorozov intitulado Writing of Maya Indians. No entanto, ela não tentou dar voz aos textos maias, embora reconhecesse o método de decifrar a linguagem escrita.
Seu trabalho estabeleceu uma base sólida para entender os textos históricos maias e reconstruir a história política das cidades-estados maias. Em 1974, ela preparou um catálogo de 1000 produtos de jade do cenote sagrado Chichen Itza, mantido no Museu Peabody. Proskouriakoff trabalhou por mais de 20 anos na história consolidada dos maias, publicada postumamente em 1994. Ela era um membro pleno da American Anthropological Association. Em 1971, ela foi nomeada Mulher do Ano na indicação da  Universidade Estadual da Pensilvânia. Proskouriakoff é uma Doutora Honorária da Universidade de Tulane (1977). Ela foi premiada com a Medalha Alfred V. Kidder (1962) e a Ordem do Quetzal do governo da Guatemala em 1984. Em 1998, parte das cinzas de Proskouriakoff foi enterrada no edifício "J-23" na Acrópole de Piedras Negras, que ela retratou em suas reconstruções arqueológicas.

## Primeiros anos
Tat'yana nasceu em Tomsk, na província de Tomsk, no Império Russo, filha de um químico e sua esposa médica. A família viajou para os Estados Unidos em 1915; seu pai foi convidado pelo czar Nicolau II para supervisionar a produção de munições para a Primeira Guerra Mundial. A Revolução Russa forçou a família a permanecer permanentemente. Ela visitaria a Rússia apenas uma vez depois disso, para conhecer o maia Yuri Knorozov.
Ela se dedicou a uma carreira na interpretação de arte, arquitetura e hieróglifos. Ela sabia ler proficiente aos três anos. Ela tinha talento para o desenho e recebeu aulas de arte e aquarela.
A família morou por um tempo em Ohio, depois mudou-se para a área da Filadélfia, estabelecendo-se em Lansdowne, Pensilvânia. Proskouriakoff se formou como oradora da turma e foi a editora do anuário da escola.
Em 1926, Tatiana se matriculou em arquitetura pela Universidade Estadual da Pensilvânia e se formou como a única mulher de sua turma em 1930. Inicialmente graduada como arquiteta, ela mais tarde passou a trabalhar para Linton Satterthwaite e para o Museu da Universidade da Pensilvânia, no local maia de Piedras Negras em 1936–37. O sítio Piedras Negras fica entre o México e a Guatemala na região de Usumacinta. Especializada em arquitetura, a primeira tarefa de Tatiana em Piedras Negras foi ilustrar as ruínas arquitetônicas do local. Essas viagens iniciais seriam o início do trabalho de sua vida, pois ela encontrou uma paixão por estudar os antigos maias. Ao retornar à Filadélfia, fez um desenho de reconstrução da acrópole de Piedras Negras que chamou a atenção de Silvanus Morley. Morley percebeu a notável capacidade da jovem arquiteta de visualizar uma estrutura em ruínas como estava e renderizá-la com precisão artística. Isso mais tarde levaria à colaboração de Tatiana com Morley.

## Carreira
Enquanto matriculada em estudos de pós-graduação na Universidade da Pensilvânia, Proskouriakoff preparou ilustrações arqueológicas como voluntária no Museu da Universidade. Através de seu trabalho com o assistente curadora da Seção Americana do Museu, Linton Satterthwaite, Proskouriakoff recebeu um convite em 1936 para participar do trabalho de escavação do Museu no sítio maia de Piedras Negras.

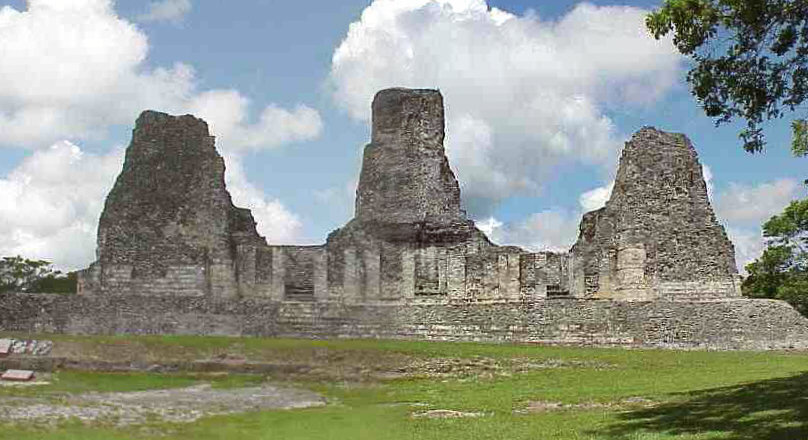
Ruínas de Xpujil, no México

Embora Proskouriakoff nunca tenha recebido um diploma na área de estudos maias, sua dedicação e habilidade para isso a levaram a receber cargos na Carnegie Institution em Washington DC, depois na Universidade de Harvard. Sua posição na Carnegie foi conseguida quando Sylvanus Morley viu a reconstrução panorâmica em uma visita ao Museu; ele ficou impressionado e convenceu-a a fazer mais para o Instituto Carnegie, em Washington. Incapaz de conseguir que a instituição a contratasse, ele levantou fundos para permitir que Proskouriakoff viajasse para Copán em Honduras, e Iucatã, no México, o que ela fez em 1939. Voltando depois de concluir os desenhos, ela recebeu o cargo de pesquisadora associada da Instituição no início da década de 1940.
Ela logo se envolveu em hieróglifos maias e fez contribuições significativas para a compreensão da linguagem escrita maia. Por exemplo, sua análise acadêmica de 1942 dos hieróglifos nas ruínas de Takalik Abaj, na Guatemala, define que o local era em parte maia, gerando um debate na época. Sua maior contribuição foi considerada o avanço para a decifração hieroglífica maia no final dos anos 1950 e início dos anos 1960. Enquanto pesquisava a cronologia da mudança de estilos da escultura maia, ela descobriu que as datas mostradas nas estelas monumentais eram realmente históricas, as datas de nascimento, ascensão e morte dos governantes maias. Analisando o padrão de datas e hieróglifos, ela conseguiu demonstrar uma sequência de sete governantes que governaram por um período de duzentos anos. Conhecendo o contexto das inscrições, os epígrafos maias puderam então decifrar os hieróglifos.
Ela se tornou curadora honorária de arte maia do Museu Peabody em 1958. Tatiana Proskouriakoff morreu em Cambridge, Massachusetts, em 30 de agosto de 1985. Ela tinha 76 anos. No domingo de Páscoa de 1998, depois de esperar mais de uma década para que as tensões políticas diminuíssem ao longo do rio Usumacinta, o amigo e colega David Stuart carregou as cinzas de Tatiana para Piedras Negras, onde foram enterradas no cume da Acrópole, o grupo de estruturas no primeiro e talvez mais famoso desenho de reconstrução de Tania, o mesmo que lançou sua carreira.

## Prêmios e honrarias
- Medalha Alfred V. Kidder para eminência em arqueologia americana de 1962
- Mulher do Ano pela Universidade Estadual de Pensilvânia, 1971
- Ordem do Quetzal, a maior honraria da Guatemala, 1980
- Doutorada Honorária em Direito pela Universidade Tulane, 1977
- Eleita membro da American Philosophical Society, 1983

## Obras publicadas
As obras publicadas de Proskouriakoff incluem (em inglês):
- An Inscription on a Jade Probably Carved at Piedras Negras Notes on Middle American Archaeology and Ethnology II, 1944
- An Album of Maya Architecture, 1946
- Middle American Art, 1950
- A Study of Classic Maya Sculpture Carnegie Institute of Washington Publication No. 593, 1950
- Varieties of Classic Central Veracruz Sculpture American Anthropology and History LVIII, 1954
- Historical Implications of a Pattern of Dates at Piedras Negras, Guatemala American Antiquity XXV, 1960
- Portraits of Women in Maya Art, 1961
- Lords of the Maya Realm Expedition Magazine IV(1) 1961
- Mayapán, Yucatán, Mexico (with H E D Pollock, A L Smith and R L Roys) Carnegie Institute of Washington Publication No. 619, 1962
- Historical Data in the Inscriptions of Yaxchilan, Part 1 Estudios de Cultura Maya III, 1963
- Historical Data in the Inscriptions of Yaxchilan, Part 2 Estudios de Cultura Maya IV, 1964
- Olmec and Maya Art: Problems of Their Stylistic Relation Dumbarton Oaks Conference on the Olmec, 1968
- Classic Art of Central Veracruz Handbook of Middle American Indians Vol XI, 1971
- Jades from the Cenote of Sacrifice
- Maya History, 1993 (ISBN 978-0-292-76600-6)
- Graphic designs on Mesoamerican pottery
- Maya calendar round dates such as 9 Ahau 17 Mol
- The Maya : An Introduction (with L S Spotnitz, J A Sabloff and G R Willey)